# 委内瑞拉债务危机
委内瑞拉债务危机是1902至1903年期間德国、英国、意大利動用武力逼迫委内瑞拉還債的事件。

## 历史
由於委內瑞拉總統西普里亚诺·卡斯特罗拒绝還債，1902年12月至1903年2月期間，英国、德国和意大利对委内瑞拉实施海上封锁。不過西普里亚诺·卡斯特罗拒绝向三國屈服，並主張通過国际仲裁的方式解決債務問題。
同時美國總統西奥多·罗斯福声称，如果德国人登陆委內瑞拉，美國將會參戰並幫助委內瑞拉。 
由于西普里亚诺·卡斯特罗拒絕让步以及美国的压力，三國決定妥协，最終三國於1903年2月19日解除封锁，委内瑞拉承诺會還錢，而且這些錢來自該國30%的关税。委内瑞拉最终在1930年还清所有外债。